# Eremophila oppositifolia
Espèce
Classification APG III (2009)
Eremophila oppositifolia est une espèce de plante arbustive d'Australie, classiquement placée dans la famille des Myoporaceae.

## Description
Cette espèce peut atteindre 10 mètres de hauteur. Les fleurs apparaissent entre le début de l'automne et le milieu du printemps (soit de mars à octobre en Australie), et sont de couleur blanche, crème, orange, rose ou rouge.

## Taxonomie
La première description de l'espèce a été publiée par Robert Brown en 1810.

## Distribution
On trouve cette espèce en Australie-Occidentale, Australie-Méridionale, dans le Queensland, la Nouvelle-Galles du Sud et le Victoria.